# ルビー・ソーホー
ルビー・ソーホー（Ruby Soho、1991年1月9日 - ）は、アメリカ合衆国のプロレスラー。ミシガン州エドワーズバーグ出身。WWEではルビー・ライオット（Ruby Riott）のリングネームで活動していた。
本名はドリー・エリザベス・プランジ（Dori Elizabeth Prange）。夫は同じくAEW所属のアンジェロ・パーカー。

## 来歴
2010年12月18日、インディアナ州にてデビュー。SHIMMERなどで活動。
2011年、TNA傘下のOVWと契約を結ぶ。
2012年9月、テイラー・ヘンドリックスからOVW女子王座を奪取。
2012年、Shineに参戦。
2015年1月、スターダムに初来日。来日初戦は11日の新木場1stRING大会で早くから勧誘していた安川惡斗と組み、ハドソン・インヴィ&クリス・ウルフ組と対戦し勝利。
2016年12月15日、アメリカのメジャー団体であるWWEと契約を交わし入団。
2017年1月、育成施設であるWWEパフォーマンスセンターにてトレーニングを開始。
1月13日、傘下団体であるNXTのNXT Liveにてデビューを飾り、ダリアと対戦。敗戦した。
2月22日、リングネームをルビー・ライオット（Ruby Riot）へと変更。
3月22日、サニティー（エリック・ヤング & アレクサンダー・ウルフ & キリアン・デイン with ニッキー・クロス） vs タイ・デリンジャー & ロデリック・ストロング & ノー・ウェイ・ホセの試合後、乱闘となっていたところにバックステージより登場。ニッキーに襲撃してサニティーを追い払った。
4月1日、Takeover Orlandoにてタイ・デリンジャー & ロデリック・ストロング & カシアス・オーノと組んでサニティーと対戦。最後にデリンジャーがキリアン・デインからアルスター・プランテーションを決められ敗戦した。
11月21日、WWE・SmackDown Liveにてサラ・ローガン、リヴ・モーガンと共に登場。バックステージで控えていた女子レスラーを襲撃すると、続けて試合中であったシャーロット・フレアー vs ナタリアの対戦でバックステージより乱入。2人を襲撃すると勝ち名乗りを上げた。同月28日、ラストネームのライオットの英語表記をRiotからRiottに変更。またユニット名をライオット・スクワッド（The Riott Squad）と発表した。
2021年6月にWWEから解雇。
2021年9月5日、AEWのリングに"Ruby Soho"として登場した。

## 得意技

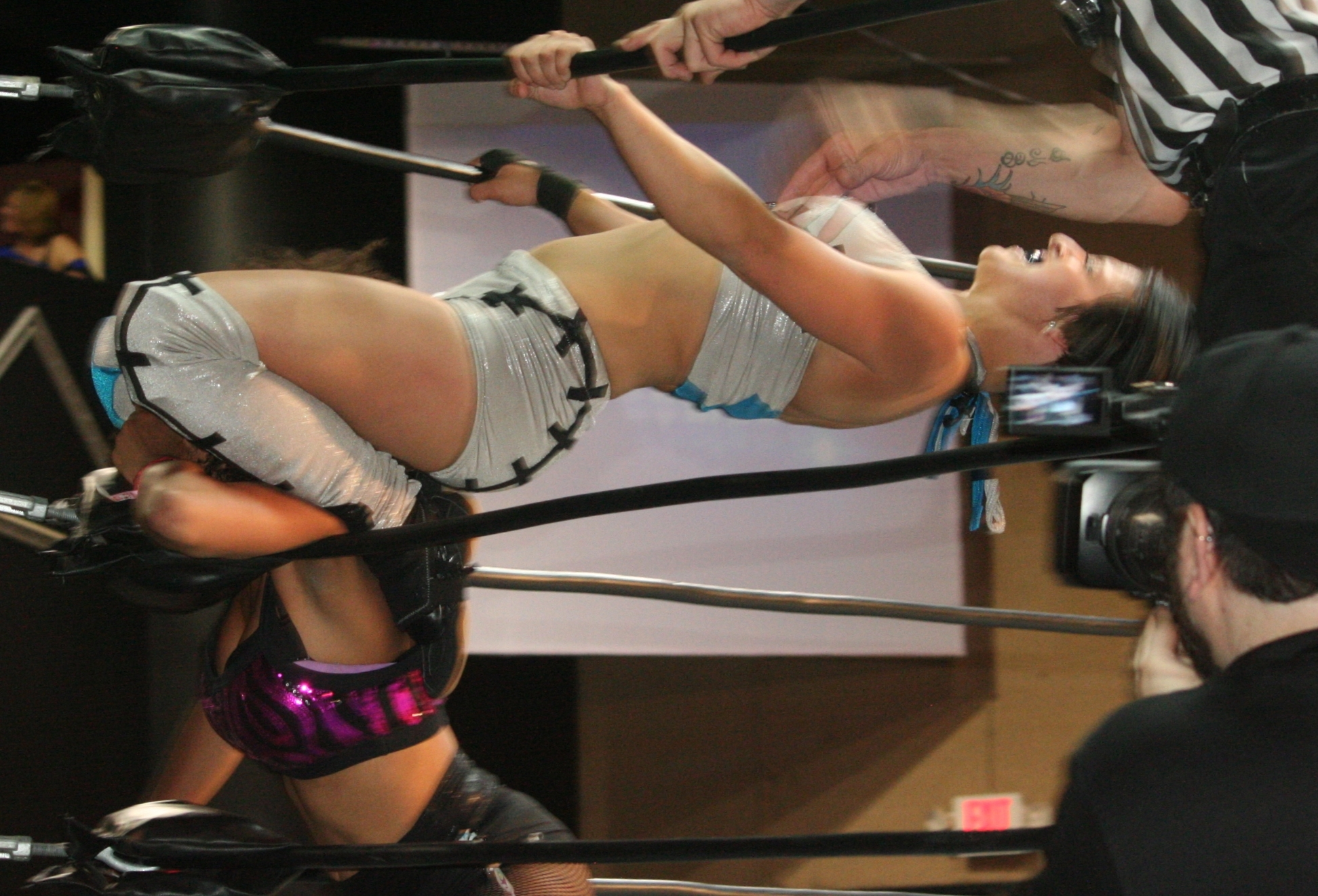

### フィニッシュ・ホールド
デスティネーション・アンノウン
正面から相手の首元に右腕を回し、リバースのヘッドロックのような形で頭部を右脇下に抱え込み、そこから上半身を捻って反転しながら倒れ込んで顔面からマットに叩きつけるスイング式変形リバースSTO。
ノーフューチャー
ワインドアップ・オーバーヘッドキック
相手の左手を持ち、ワインドアップのように相手の左腕をくぐった後、左手は持ったまま相手の顔面めがけてオーバーヘッドキックを決める技。見映えもよく、形も珍しい為か必殺技としての説得力が高い技。

### その他
ウィー・ライオット
ダイビング・セントーン
ザ・ヘイディ・ホー
トルネードDDTからスナップ・スープレックスへと繋げる一連のムーブ。
ヘイディ・カン・ラナ
ウラカンラナ・ドライバー
シャイニング・ウィザード

## 獲得タイトル

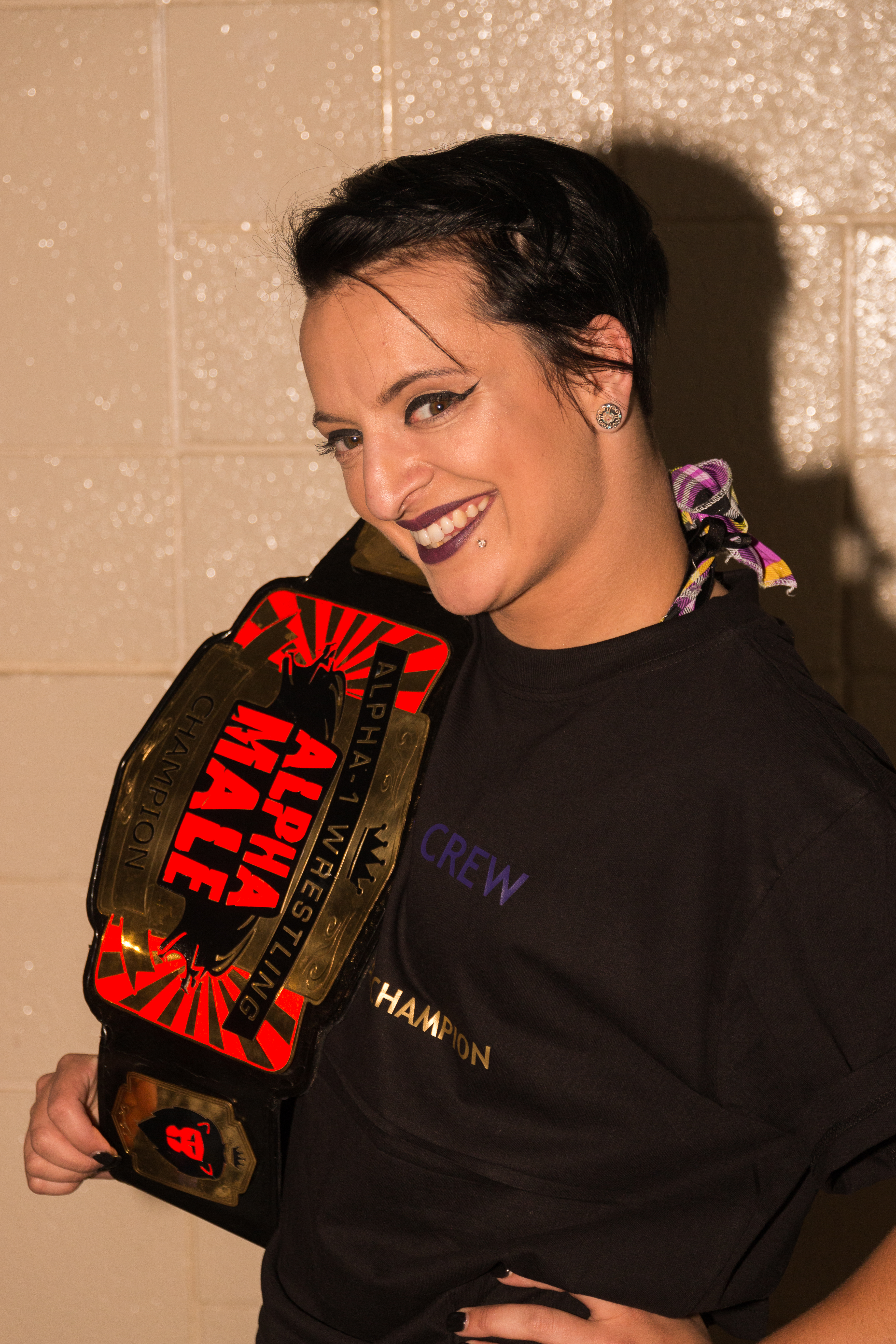
Alpha-1の「Alpha Male」チャンピオンベルトでポーズをとっているルビー。

- AAAWヘリテイジ王座
- OVW女子王座